# Movimento del 1968 in Messico
Il movimento del 1968 in Messico, noto come Movimiento Estudiantil ("movimento studentesco"), fu un movimento sociale caratterizzato da un'ampia coalizione di studenti delle principali università del Messico, che ottenne un forte sostegno pubblico per il cambiamento politico nella nazione, in particolare da quando il governo aveva speso ingenti finanziamenti pubblici per costruire le strutture olimpiche per i Giochi olimpici di Città del Messico del 1968.
La mobilitazione degli studenti nei campus dell'Università nazionale autonoma del Messico, dell'Istituto politecnico nazionale, El Colegio de México, Università Autonoma Chapingo, Università Ibero-Americana, Universidad La Salle e Benemérita Universidad Autónoma de Puebla, tra gli altri creò il Consiglio Nazionale di Sciopero (Consejo Nacional de Huelga) (CHN). I suoi sforzi per mobilitare i messicani per ampi cambiamenti nella vita nazionale furono supportati da settori della società civile messicana, tra cui lavoratori, contadini, casalinghe, commercianti, intellettuali, artisti e insegnanti.
Il movimento aveva un elenco di richieste al presidente messicano Gustavo Díaz Ordaz e al governo del Messico per questioni specifiche relative agli studenti, nonché per questioni più ampie, in particolare la riduzione o l'eliminazione dell'autoritarismo. Sullo sfondo, il movimento fu motivato dalle proteste globali del Sessantotto e lottò per un cambiamento democratico nel paese, più libertà politiche e civili, la riduzione della disuguaglianza e le dimissioni del governo del Partito Rivoluzionario Istituzionale (PRI) che loro consideravano autoritario.
Il movimento politico fu soppresso dal governo con il violento attacco federale a una manifestazione pacifica il 2 ottobre 1968, noto come il massacro di Tlatelolco. Ci furono cambiamenti duraturi nella vita politica e culturale messicana a causa della mobilitazione del 1968.

## Contesto storico
Per diversi anni prima delle proteste, il Messico aveva vissuto un periodo di forte performance economica chiamato "miracolo messicano", che Antonio Ortiz Mena, Segretario delle Finanze, definì "lo sviluppo stabilizzante" (El Desarrollo Estabilizador). La valuta era stabile, il potere d'acquisto dei salari aumentò del 6,4% e il governo aveva un debito estero basso, che gli permise di preservare la responsabilità fiscale. Tuttavia, prima del 1968 si verificarono disordini per i lavoratori, tra cui uno sciopero degli operai petroliferi sotto il presidente Miguel Alemán che fu represso dall'esercito, nonché uno sciopero dei ferrovieri sotto il presidente Adolfo López Mateos che fu interrotto da un intervento militare sotto la direzione dell'allora Segretario degli Interni Gustavo Díaz Ordaz. La maggior parte degli scioperi e dell'opposizione politica provenivano da lavoratori e contadini, ma quando i medici messicani iniziarono lo sciopero nel 1965, il governo si trovò di fronte a professionisti della classe media che chiedevano al governo migliori condizioni di lavoro. Díaz Ordaz, ora presidente del Messico, rifiutò di negoziare con i dottori in sciopero, che cedettero sotto pressione. Successivamente molti dei partecipanti allo sciopero furono arrestati o licenziati. Lo sciopero dimostrò che Díaz Ordaz non tollerava alcuna sfida alla sua presidenza autoritaria. Il suo Segretario degli Interni, Luis Echeverría, svolse il ruolo di esecutore che Díaz Ordaz ebbe come Segretario degli Interni nel gabinetto di López Mateos.

### Attivismo studentesco prima del 1968
L'attivismo studentesco in Messico era tradizionalmente in gran parte limitato alle questioni relative alle loro circostanze mentre studiavano all'università. Ci furono due scioperi presso l'Istituto politecnico nazionale nel 1942 e 1956, nonché uno sciopero presso la Scuola Nazionale dei Maestri (Escuela Nacional de Maestras) nel 1950, organizzato dalla Federación de Estudiantes y Campesinos Socialistas de México (FECSUM). Nel 1966, Díaz Ordaz intervenne in una protesta di basso livello a Morelia all'Università del Michoacán per un aumento della tariffa degli autobus. Il governo federale vide nella protesta comunisti e "agitatori professionisti coinvolti con gli stranieri" e uno studente fu ucciso a colpi di arma da fuoco. I manifestanti videro la sua morte come "una vittima del governo". Le dimostrazioni aumentarono, con richieste di rimozione del governatore dello stato di Guerrero. Díaz Ordaz si rifiutò di negoziare e incaricò il suo Segretario degli Interni Luis Echeverría di occuparsi dell'intervento del governo, occupando il campus. Sebbene non vi fossero prove di agitatori esterni o violenze da parte degli studenti, il governo ordinò perquisizioni delle residenze degli studenti e sfrattati gli studenti. Alcuni studenti furono arrestati. Uno scenario simile si verificò all'Università di Sonora. Nel tradizionale discorso presidenziale alla legislatura del 1º settembre 1966, poco prima dell'occupazione del campus di Morelia, Díaz Ordaz minacciò università e studenti. "Né rivendicazioni di rango sociale e intellettuale, né posizione economica, né età, né professione né occupazione garantiscono l'immunità a nessuno. Devo ripetere: nessuno ha diritti contro il Messico!"
Negli anni '60, il governo messicano voleva mostrare al mondo i suoi progressi economici ospitando le Olimpiadi del 1968 a Città del Messico. La crescita economica non si era diffusa in modo uniforme e gli studenti videro l'opportunità di portare riforme e maggiore democrazia in Messico. Nato dalla reazione alla repressione violenta da parte del governo delle lotte tra gruppi rivali di studenti preparatori, il movimento studentesco a Città del Messico crebbe rapidamente fino a includere ampi segmenti del corpo studentesco insoddisfatti del regime del PRI.

### Giochi olimpici di Città del Messico

Logo per le Olimpiadi di Città del Messico del 1968

I Giochi olimpici del 1968 si svolsero in Messico, rendendolo il primo paese in via di sviluppo a ospitare questo evento. Il governo vide questo come un modo importante per aumentare il profilo del Messico a livello internazionale a causa dei partecipanti turistici e della copertura televisiva internazionale dell'evento, che avrebbe potuto attrarre investitori internazionali. Grandi quantità di finanziamenti pubblici furono spesi per costruire strutture olimpiche in un momento in cui c'erano altre priorità per il paese. Durante l'estate del 1968, l'opposizione alle Olimpiadi crebbe e ci furono grandi manifestazioni contro di loro. Gli studenti non credevano che l'apparizione del Messico nel mondo fosse una priorità. Volevano una rivoluzione che portasse alla riforma del Paese. "No queremos Olimpiadas, queremos revolución" (Non vogliamo i Giochi olimpici, vogliamo una rivoluzione). Il Comitato Olimpico Internazionale minacciò di spostare i Giochi a Los Angeles se la situazione si fosse deteriorata. Il governo di Díaz Ordaz voleva che i Giochi andassero avanti, indipendentemente da quanta repressione fosse richiesta.

## Eventi scintillanti del movimento studentesco

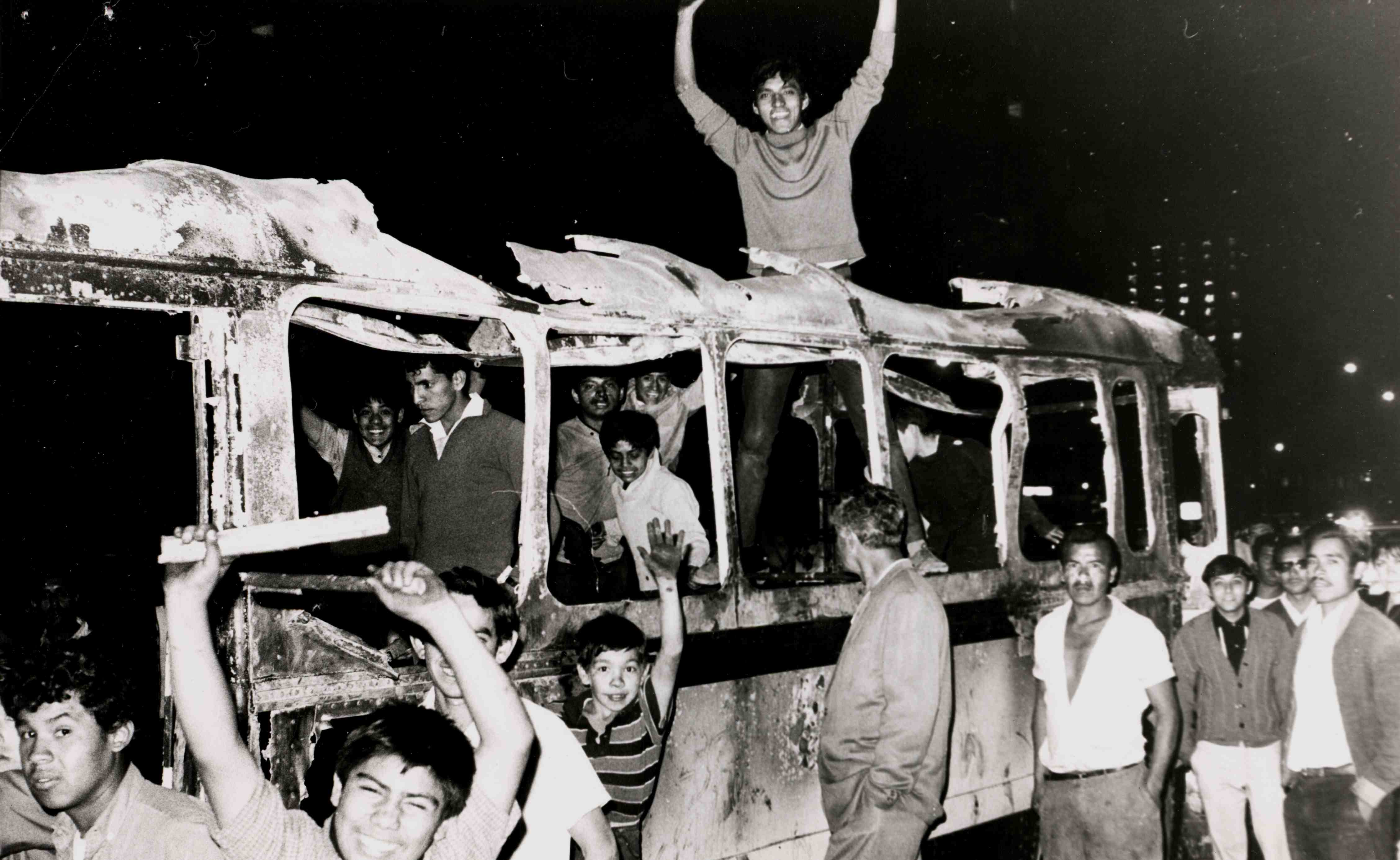
Studenti su un autobus distrutto, 28 luglio 1968

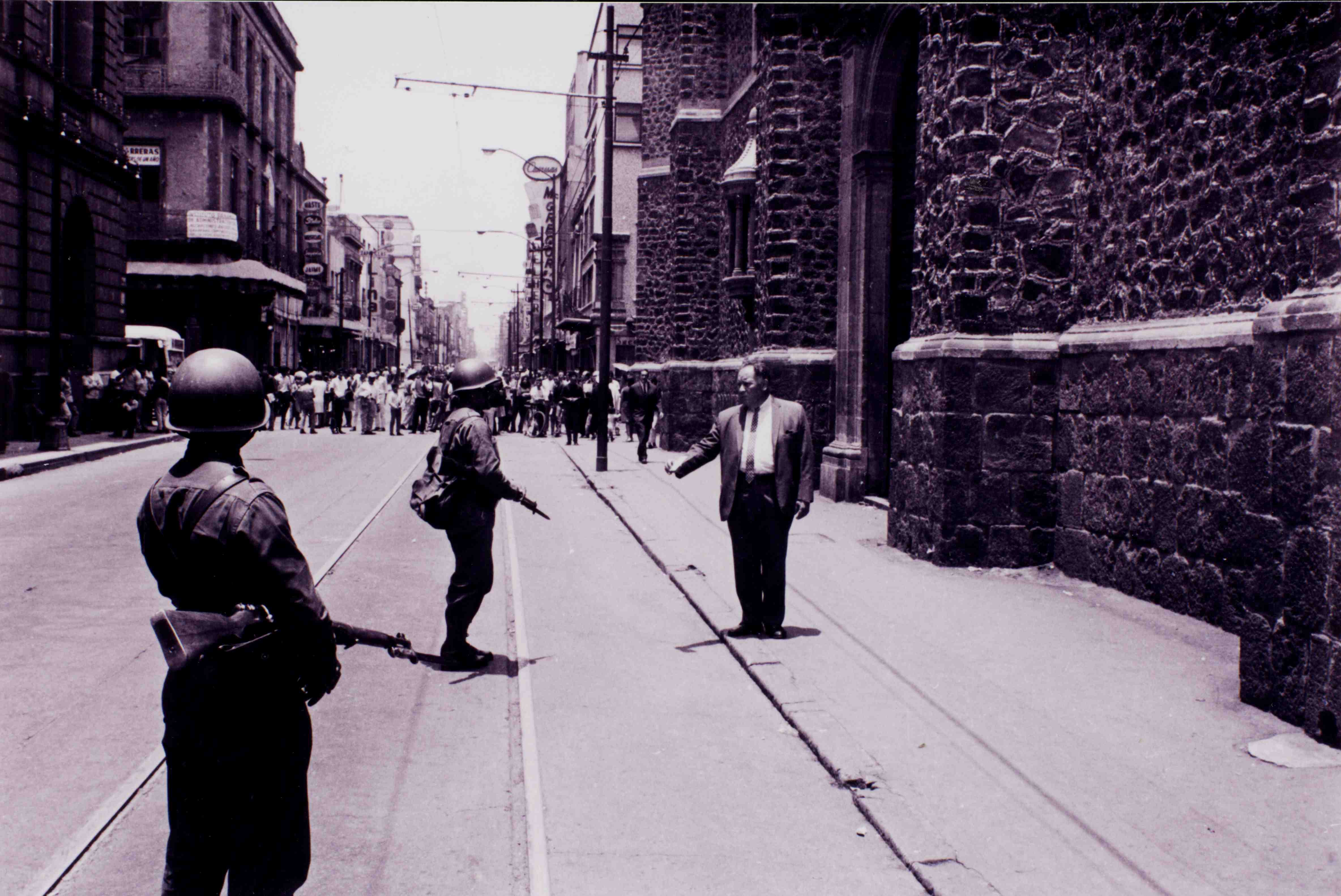
Un insegnante parla con i soldati di fronte al liceo n. 1 il 30 luglio mentre gli studenti manifestano sullo sfondo.

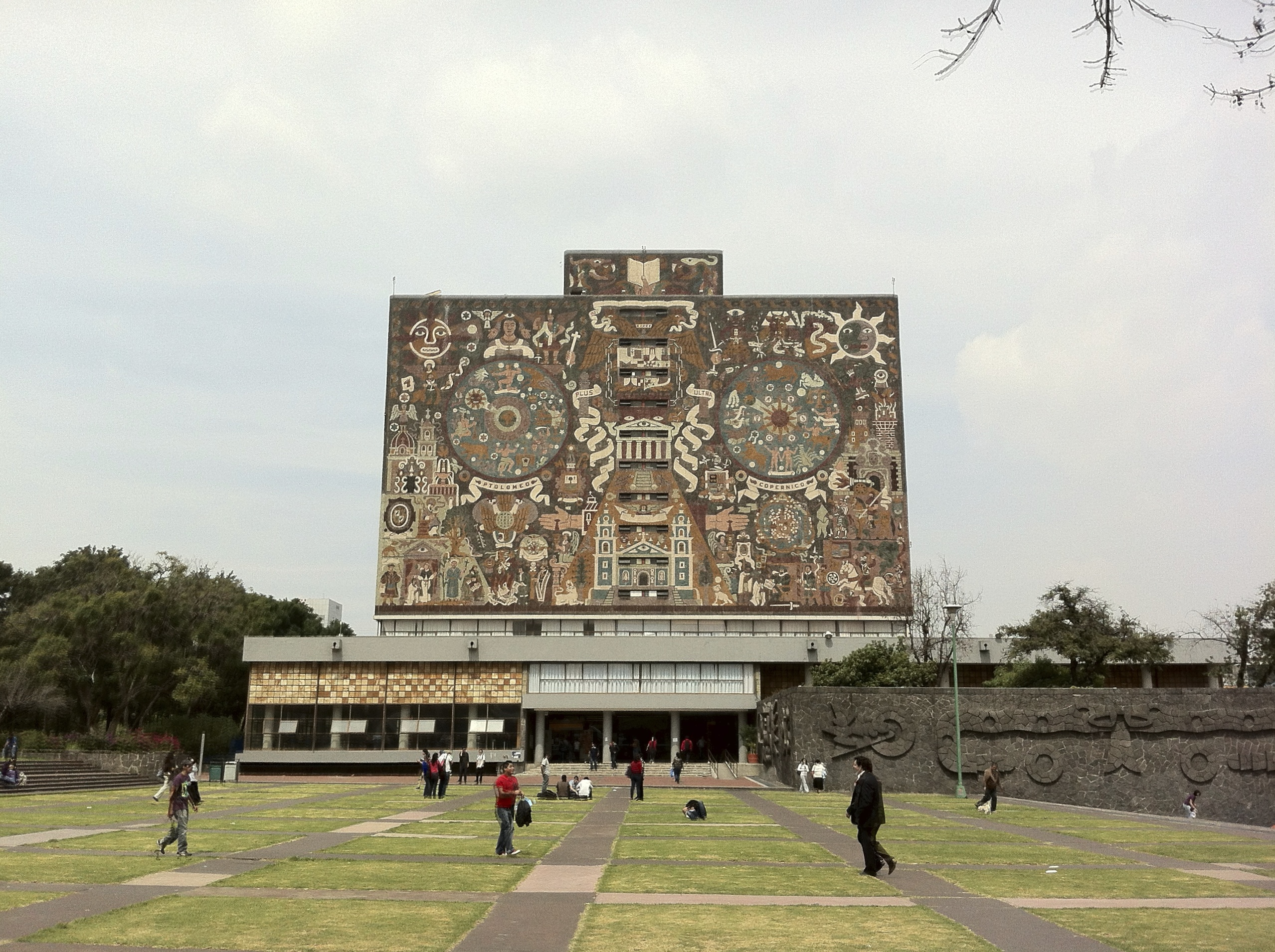
Città Universitaria dell'UNAM, sito del campus UNAM, biblioteca principale

Il 22 e 23 luglio 1968, una serie di scontri tra studenti delle Scuole professionali 2 e 5 affiliati all'Istituto politecnico nazionale (IPN) e alla Scuola Superiore Isaac Ochoterena, una scuola preparatoria affiliata all'UNAM. Lo speciale corpo di polizia dei granatieri ruppe violentemente lo scontro tra le scuole rivali, descritto come una "rivolta di polizia", arrestando diversi studenti ed entrando nelle strutture della scuola professionale. In un'intervista informale con alcuni granaderos, Antonio Careaga raccontò che "i granaderos hanno detto che le autorità hanno dato agli uomini nella squadra antisommossa trenta pesos (circa tre dollari) per ogni studente che hanno clubbato e portato in prigione".
Il 26 luglio 1968 ci furono due dimostrazioni simultanee, una convocò studenti dell'IPN per protestare contro l'assalto dei granatieri agli studenti della Scuola professionale 5. L'altra manifestazione fu organizzata dall'Estudiantes Democráticos, un'organizzazione giovanile comunista che organizzava una manifestazione "Marcia dei giovani per il 26 luglio" per commemorare il 15º anniversario dell'assalto alla caserma Moncada a Cuba nel 1952 e in solidarietà con la rivoluzione cubana. Le due manifestazioni si intersecarono e si unirono, marciando verso lo Zócalo. Tuttavia, fu impedito loro di entrare nella piazza centrale dalla polizia montata. Nei giorni seguenti, gli studenti manifestarono per le strade del centro di Città del Messico e dettero fuoco agli autobus vuoti. Durante questo periodo ci furono centinaia di feriti e forse un migliaio furono incarcerati. Alcuni studenti fuggirono alla Scuola preparatoria di Sant'Ildelfonso, dove la polizia aprì la porta di legno intagliato del XVIII secolo con un bazooka. Il governo affermò che tutta l'agitazione e la risposta ufficiale riguardavano il Partito Comunista Messicano. Quella che era stata una questione di polizia locale di livello relativamente basso era "elevata...a un problema di sicurezza nazionale". Il procuratore generale della Repubblica, Julio Sánchez Vargas, emise mandati di arresto contro "persone legate ai disordini", tra cui diversi membri del Partito Comunista Messicano (PCM).
Il 1º agosto 1968, il rettore dell'UNAM, Javier Barros Sierra, condannò pubblicamente gli eventi. Considerava l'attacco e l'occupazione della scuola preparatoria affiliata all'UNAM come una violazione dell'autonomia dell'UNAM come istituzione. Abbassò la bandiera messicana a mezz'asta. Tenne poi un discorso emotivo, sostenne la protezione dell'autonomia universitaria e chiese la libertà dei prigionieri politici, riferendosi agli studenti preparatori affiliati all'UNAM che erano stati arrestati. Condusse quindi una marcia massiccia, con forse fino a 50 000 su Av. Insurgentes al centro della città, tornando al campus dell'UNAM alla Città Universitaria dell'UNAM. Il canto del movimento studentesco, Únete Pueblo (Popolo! Unisciti a noi!), fu usato per la prima volta in questa marcia. Città del Messico non vedeva una mobilitazione studentesca su questa scala da decenni, ma la cosa più notevole di questa era che era guidata dal rettore dell'università nazionale. L'ordine della dimostrazione dimostrò al pubblico messicano che gli studenti non erano sostenitori della guerra; inoltre, la dimostrazione mostrò improbabile che gli agitatori comunisti avrebbero potuto coordinare le azioni degli studenti. Il percorso di protesta fu progettato specificamente per evitare lo Zócalo (la piazza principale di Città del Messico). L'attuale sito web dell'UNAM affermava che il percorso della marcia era iniziato da "University City (CU), correva lungo Insurgentes Avenue fino a Félix Cuevas, girava su Félix Cuevas verso Coyoacán Avenue e tornava da University Avenue al punto di partenza". La marcia proseguì senza grossi disturbi o arresti.

## Da agosto a ottobre 1968

### Consiglio nazionale di sciopero (CNH)

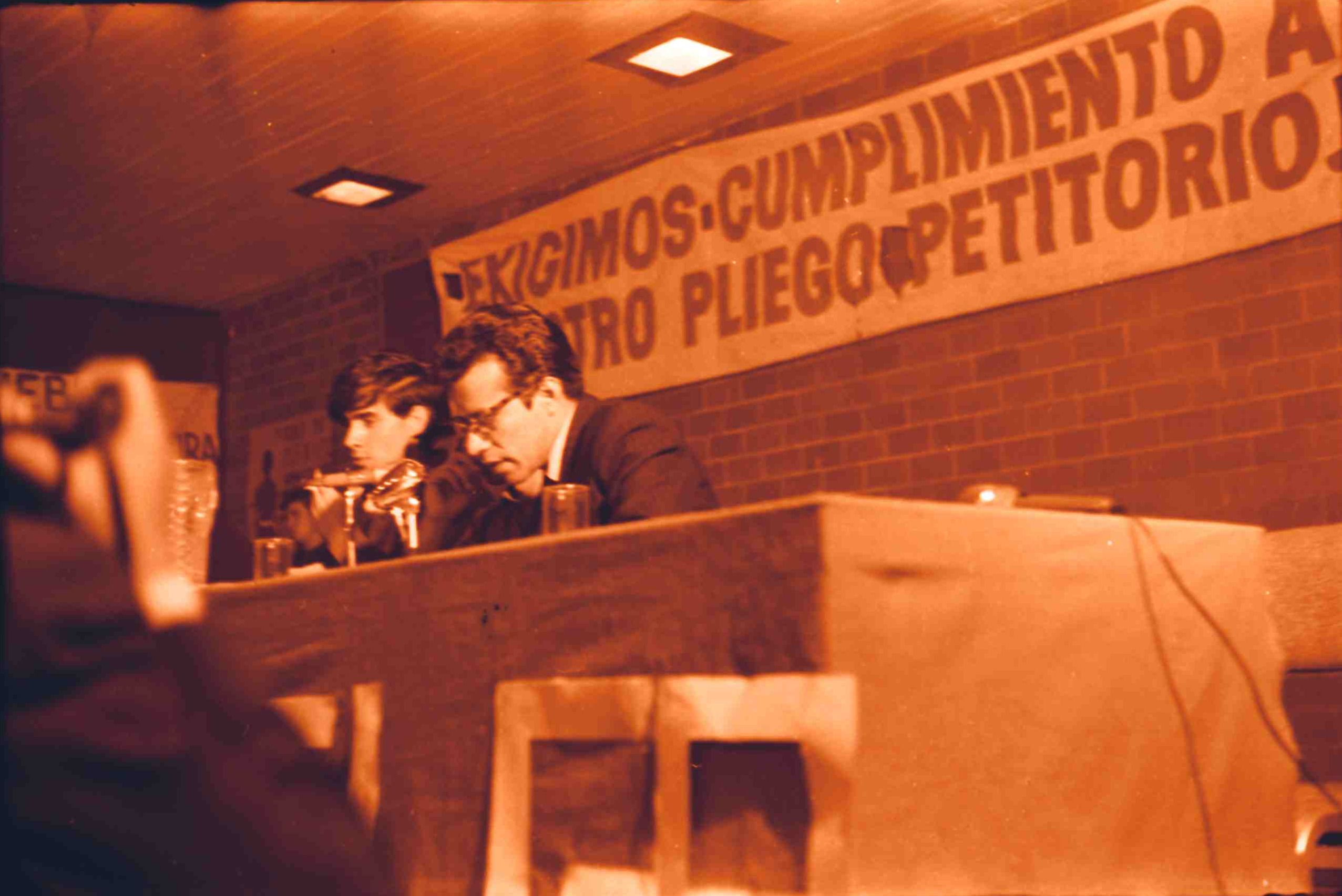
Membri del Consiglio Cabeza de Vaca e Perelló del Consiglio di Sciopero a una conferenza stampa. (Messico, 1968)

A seguito della marcia di protesta guidata dal rettore dell'UNAM, studenti di diverse istituzioni formarono il Consiglio Nazionale di Sciopero (Consejo Nacional de Huelga o CNH), che organizzò tutte le successive proteste contro il governo Díaz Ordaz. Il CNH era una delegazione democratica di studenti provenienti da 70 università e scuole preparatorie in Messico; coordinò le proteste per promuovere riforme sociali, educative e politiche. Al suo apice, il CNH aveva 240 delegati studenteschi e prese tutte le decisioni a maggioranza dei voti, aveva pari rappresentanza da parte delle studentesse e riduceva l'animosità tra le istituzioni rivali. Raúl Álvarez Garín, Sócrates Campos Lemus, Marcelino Perelló e Gilberto Guevara Niebla furono i quattro leader de facto del CNH. Mentre il mondo si concentrava su Città del Messico per le Olimpiadi, i leader del CNH cercarono di ottenere progressi pacifici per festeggiare i risentimenti politici e sociali. Sergio Zermeño sostenne che gli studenti erano uniti dal desiderio di democrazia, ma la loro comprensione di ciò che significava democrazia variava ampiamente.
Il movimento iniziò a ottenere sostegno dagli studenti fuori dalla capitale e da altri segmenti della società, che continuarono a costruire fino a quell'ottobre. Gli studenti formarono Brigadas (brigate), gruppi di sei o più studenti che distribuivano volantini sui problemi nelle strade, mercati, e il più delle volte sugli autobus pubblici. Queste organizzazioni, le unità più piccole del CNH, decisero la portata e le questioni che il movimento studentesco avrebbe affrontato. Questi includevano preoccupazioni sia rurali che urbane. I brigadisti salivano sugli autobus per parlare ai passeggeri della corruzione e della repressione del governo, mentre altri distribuirono volantini e raccolsero donazioni. Alla fine, i passeggeri e gli autisti di autobus iniziarono a simpatizzare con le richieste degli studenti di democrazia e giustizia, e gli studenti raccolsero quantità crescenti di denaro. Ma l'aggressiva militanza tra gli studenti iniziò a deludere alcuni autisti di autobus sui motivi degli studenti, e sospettavano che i giovani cercassero potere per se stessi.

### Proteste all'UNAM

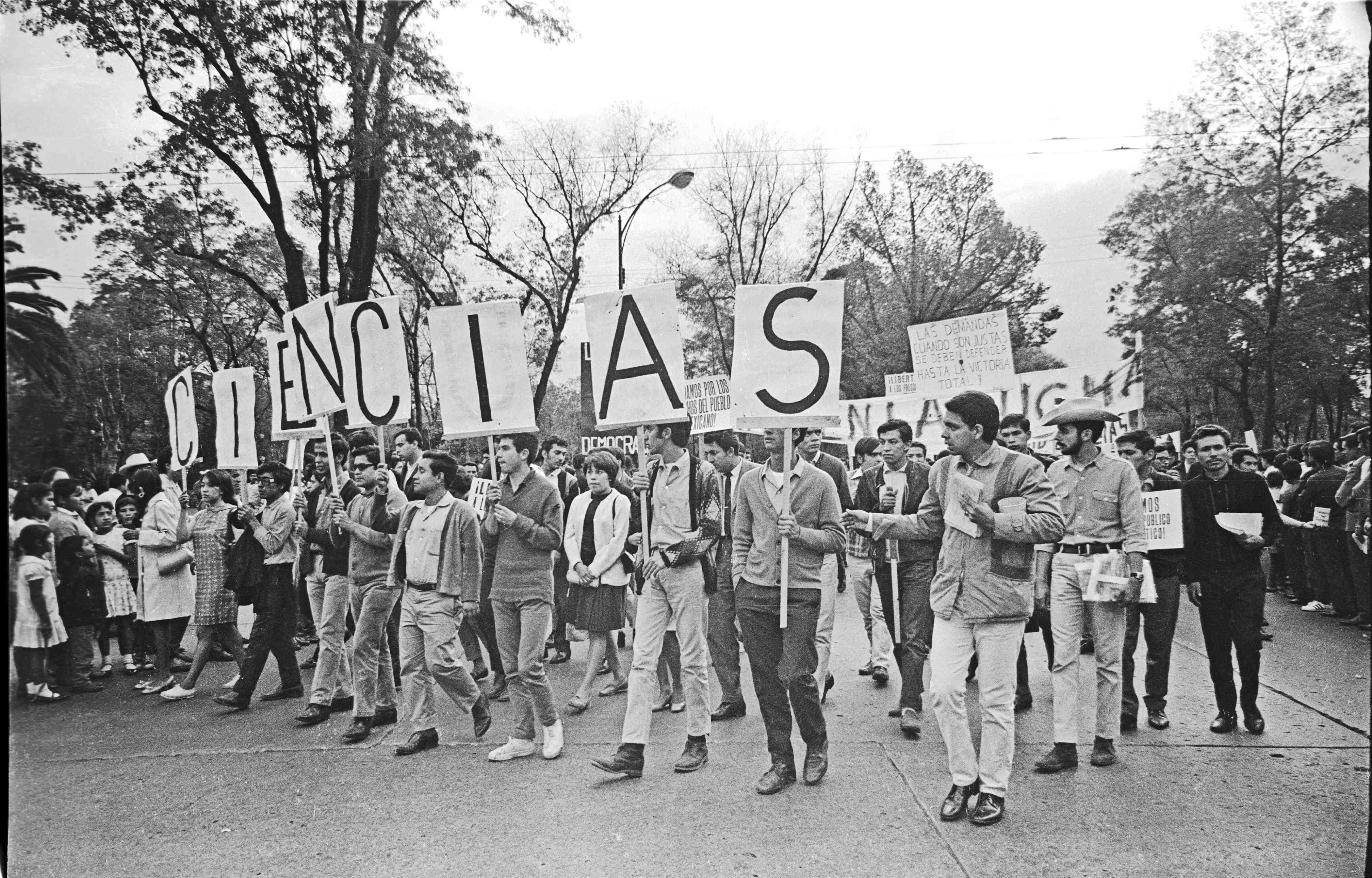
Contingente di studenti di scienze, 13 agosto 1968.

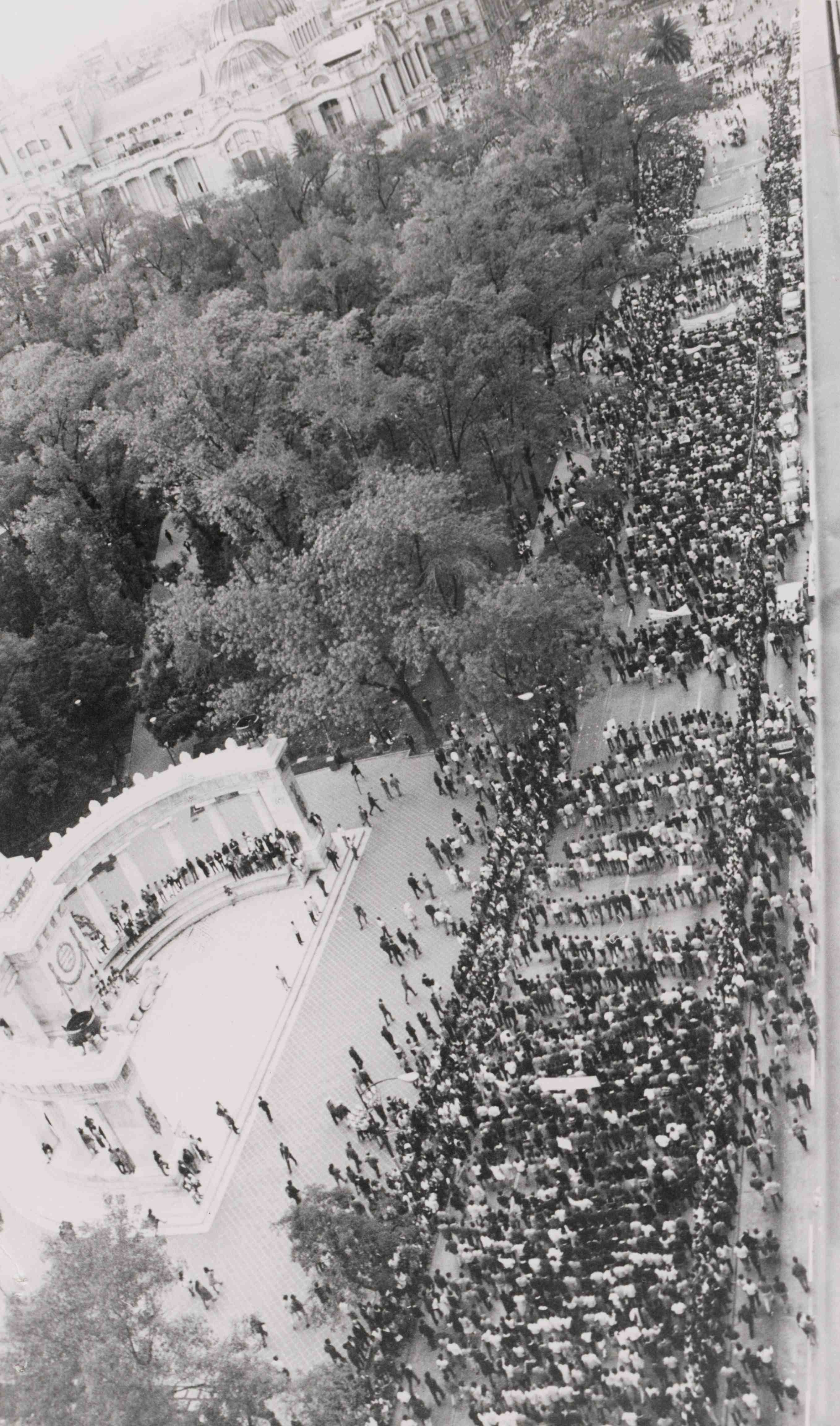
La dimostrazione studentesca del 27 agosto in Juárez Avenue.

Il 9 settembre, Barros Sierra rilasciò una dichiarazione agli studenti e agli insegnanti per tornare in classe come "le nostre richieste istituzionali...sono state sostanzialmente soddisfatte dal recente messaggio annuale del Presidente della Repubblica Cittadino". Il CNH pubblicò un annuncio a pagamento sul quotidiano El Día per la Marcia silenziosa il 13 settembre; invitò "tutti i lavoratori, agricoltori, insegnanti, studenti e il pubblico in generale" a partecipare alla marcia. Il CNH sottolineò che non aveva "collegamenti con i ventesimi Giochi olimpici...o con le festività nazionali che commemoravano l'indipendenza [del Messico]", e che questo Comitato non aveva alcuna intenzione di interferire con loro in alcun modo. L'annuncio ribadì l'elenco di sei richieste del CNH.
Con l'avvicinarsi dell'apertura delle Olimpiadi, Díaz Ordaz era determinato a fermare queste manifestazioni. A settembre, ordinò all'esercito di occupare il campus dell'UNAM. Presero il campus senza sparare un proiettile, ma picchiarono e arrestarono gli studenti indiscriminatamente. Barros Sierra si dimise in segno di protesta il 23 settembre.

### Marcia del silenzio
La marcia del silenzio fu una manifestazione silenziosa che ebbe luogo il 13 settembre, con lo scopo di dimostrare che il movimento non era una serie di rivolte ma aveva disciplina e autocontrollo.

### Occupazione di settembre dell'IPN (il Politecnico)
Gli studenti iniziarono a prepararsi per le operazioni difensive in altre istituzioni. Hanno messo su una resistenza molto più forte quando la polizia e l'esercito hanno cercato di occupare i campus del Politecnico di Zacatenco e Santo Tomas. La battaglia durò dalle 17:00 del 23 settembre alle prime ore del 24 settembre. Il medico Justo Igor de León Loyola scrisse nel suo libro La Noche de Santo Tomás (la notte di San Tommaso): "Oggi ho visto lotte più sanguinarie, battaglie disuguali: entrambe le parti sono armate...ma che differenza nelle armi, 22 pistole calibro contro fucili militari M-1, bazooka contro cocktail Molotov."
Gli studenti del Politecnico tennero i loro campus contro l'esercito per più di dodici ore, il che suscitò una forte opposizione da parte del governo. Il giornale francese L'Express dichiarò che 15 persone morirono nelle battaglie e che furono sparati più di mille proiettili; il governo riferì di tre morti e 45 feriti. Gli studenti del campus di Santo Tomás che furono arrestati nelle professioni in seguito dissero che erano stati concentrati per la difesa nelle lobby di ingresso. I militari spararono a caso agli studenti e alcuni dei loro amici non sopravvissero.

### Massacro di Tlatelolco
Il movimento fu permanentemente represso dal governo e alla fine tentò di annientare il massacro di Tlatelolco il 2 ottobre 1968. Il massacro fu pianificato ed eseguito con il nome in codice Operazione Galeana, dal gruppo paramilitare chiamato Battaglione Olimpia, la Dirección Federal de Seguridad (DFS), quindi la cosiddetta polizia segreta e l'esercito messicano che simulavano una sparatoria in Piazza delle tre culture dopo la conclusione di una concentrazione del CNH. Un anno dopo, nel 1969, il presidente Gustavo Díaz Ordaz, presunto informatore della CIA, si assunse la responsabilità del massacro. Il 2 ottobre 1968, alle 17:00 in Piazza delle tre culture a Tlatelolco, un quartiere di Città del Messico, quasi 10 000 uomini, donne e bambini stavano aspettando l'inizio di una riunione. Tuttavia, quando arrivarono i leader delle varie organizzazioni studentesche e movimenti, i poliziotti e le Forze armate, inviati dal presidente Díaz Ordaz e comandati da Luis Echeverría, decisero di sciogliere l'incontro. Uno studente affermò che alle 6:10 circa un elicottero lanciò tre razzi sulla piazza, seguito rapidamente dai primi spari. Gli studenti furono rapiti, torturati e uccisi dal governo.

### Strategie governative per contrastare il movimento
Durante la presidenza di Vicente Fox (2000-2006), la sua amministrazione creò una commissione per indagare sulle attività del governo messicano durante la cosiddetta guerra sporca. Il rapporto, Informe Documenta sobre 18 años de "Guerra Sucia" in Messico, scritto da Fiscal Especial: Responsabilidad del Estado in Cientos de Asesinatos y Desapariciones, fu pubblicato digitalmente in forma di bozza. Il rapporto documenta la strategia su più fronti del presidente Gustavo Díaz Ordaz e del suo Segretario dell'interno Luis Echeverría per contenere, controllare e reprimere le proteste studentesche. Agenti governativi si infiltrarono in università e scuole per ottenere informazioni su organizzazioni studentesche e dirigenti, i loro piani d'azione, e talvolta agenti provocatori, promuovendo atti che potrebbero poi essere usati come motivi di violenza del governo. Il governo cooptò anche organizzazioni che avrebbero potuto agire da mediatori, mettere a tacere il dissenso e controllare le loro funzioni. I membri della polizia e altre unità governative organizzate si presentarono come studenti, incitandoli ad agire in modo criminale, quindi nascondendo la loro identità nei procedimenti giudiziari, distorcendo il sistema giudiziario. Fu anche usata la vera forza del governo. Il governo creò organizzazioni paramilitari per distruggere i loro avversari, perpetrando violazioni dei diritti umani. Il governo usò l'esercito messicano come ultima risorsa. Il massacro di Tlatelolco è l'esempio più importante della repressione del governo.

## Dopo il movimento del 1968
Questo movimento sociale portò inevitabili conseguenze che cambiarono definitivamente il futuro del Messico, ma questi cambiamenti politici e sociali non furono immediati, la repressione continuò con il massacro di Corpus Christi nel 1971.
Il grande cambiamento causato da questo movimento arrivò a livello politico. I cittadini ebbero l'opportunità di vivere una nuova democrazia in cui la loro opinione avrebbe potuto effettivamente portare un cambiamento nella società. Le persone non si fidavano più completamente del governo e non vivevano più completamente sotto il controllo consapevole del loro governo, né lo tolleravano più, sebbene non fossero completamente libere. Octavio Paz si dimise dal suo incarico di ambasciatore messicano in India come atto di protesta contro la dura repressione da parte del governo dei movimenti studenteschi. Tuttavia, c'erano anche alcuni intellettuali più anziani che erano a favore del governo, come Agustín Yañez.

## Violazione dei diritti umani
Ventidue anni dopo che il governo del Messico istituì un procuratore speciale per i movimenti sociali e politici del passato, la Fiscalía Especial para Movimientos Sociales y Políticos del Pasado (FEMOSSP). Dopo la riapertura del caso e concluso che il movimento segnò un'inflessione "nei tempi politici del Messico", ed era "indipendente, ribelle e vicino alla resistenza civile", quest'ultima riconosciuta ufficialmente come falsa l'argomentazione principale di Gustavo Díaz Ordaz: la versione ufficiale secondo cui il motivo del movimento era lo scopo di installare un regime comunista. Con questo argomento il governo messicano giustificò la sua strategia per combattere il movimento e caratterizzarlo come un rischio estero con pretese terroristiche.
In quell'ordine il governo messicano pianificò e ordinò una campagna di sterminio durante i mesi del movimento e successivamente basato su una massiccia strategia di violazioni dei diritti umani come falsi imprigionamenti, abusi, tortura, persecuzione, spionaggio, criminalizzazione; crimini come sparizioni forzate, omicidi e extragiudiziali. Per tutto questo periodo, il governo messicano svolse attività di consulenza, presenza e intelligence attiva presso la CIA degli Stati Uniti sotto l'operazione LITEMPO, sotto copertura, tra cui Díaz Ordaz e altri alti rappresentanti del governo messicano come informatori. Il numero di vittime, scomparse e incarcerate è ancora impreciso.
Alcune vittime del massacro di Tlatelolco cercarono di citare in giudizio gli omicidi del 2 ottobre contro tribunali nazionali e internazionali come un crimine contro l'umanità e un genocidio, affermazione sostenuta dal FEMOSPP ma respinta dai suoi tribunali. Alcuni scienziati politici, storici e intellettuali come Carlos Monsiváis concordarono nel sottolineare che questo movimento e le sue conclusioni incitarono un atteggiamento critico e di opposizione permanente e più attivo della società civile, principalmente nelle università pubbliche. Inoltre provocò la radicalizzazione di alcuni attivisti sopravvissuti che optarono per un'azione clandestina e formarono guerriglieri urbani e rurali, che furono repressi nella cosiddetta Guerra Sporca degli anni '70.